# N21 (Niger)
Die N21 oder RN21 ist eine hochrangige Straße vom Typ Nationalstraße (französisch route nationale) in der Region Agadez in Niger.

## Verlauf und Charakteristik
Die N21 ist insgesamt 1207 Kilometer lang. Sie beginnt im Stadtzentrum von Agadez als Abzweigung von der N11. Noch in der Stadt zweigt links die Landstraße RR1-001 nach Tabelot ab. Die N21 quert dann die Trockentäler Amdigra und Torouf. Sie führt durch das Dorf Tourayyat, quert das Trockental Bargot und verläuft durch den Weiler Agalgou. Die Nationalstraße erreicht nun die Sandwüste Ténéré und führt eine Zeit lang auch durch das Naturschutzgebiet Aïr und Ténéré. Beim Orientierungspunkt Arbre du Ténéré zweigt links die N43 nach Dirkou ab. Im weiteren West-Ost-Verlauf folgt der Gemeindehauptort Fachi.
Nach der Wüste Ténéré erreicht die N21 die Stadt Bilma. Sie schlägt nun eine Süd-Nord-Richtung durch die Landschaft Kawar ein. Sie passiert den zivilen Flugplatz Dirkou (ICAO-Code: DRZD) und erreicht den Gemeindehauptort Dirkou, wo linksseitig wieder die N43 einmündet. Die N21 verläuft westlich der kleinen Seen Barara, Mare d’Argui und Ayama und durch den Weiler Latey. Sie passiert den 576 m hohen Zeugenberg Pic Zoumri und führt durch das Dorf Séguédine. Sie verläuft danach am Ortsrand der Oase Dao Timni und durch die Militärsiedlung Madama. Sie endet schließlich im Gebirge Monts de Toummou an der Staatsgrenze zu Libyen.
Es handelt sich bei der N21 um eine einfache Piste.